# کورتیس فلمینگ
کورتیس فلمینگ (انگلیسی: Curtis Fleming؛ زادهٔ ۸ اکتبر ۱۹۶۸) بازیکن فوتبال اهل جمهوری ایرلند است.
از باشگاه‌هایی که در آن بازی کرده‌است می‌توان به باشگاه فوتبال کریستال پالاس، باشگاه فوتبال دارلینگتون، باشگاه فوتبال سوئیندون تاون، باشگاه فوتبال سنت پاتریک اتلتیک، باشگاه فوتبال بیرمنگام سیتی، و باشگاه فوتبال میدلزبرو اشاره کرد.
وی همچنین در تیم‌های ملی فوتبال Republic of Ireland national under-23 football team، زیر ۲۱ سال جمهوری ایرلند، و جمهوری ایرلند بازی کرده‌است.